# Eleanor Campbell
Eleanor Elizabeth Bryce Campbell, född 1960 i Rothesay, Skottland, är en brittisk fysikalisk kemist och atomfysiker som 2017 är verksam som professor vid Edinburghs universitet.
Campbell erhöll en kandidatexamen inom fysikalisk kemi från Edinburghs universitet år 1982 där hon sedan slutförde sin doktor examen i kemi år 1986. Hon flyttade därefter till Tyskland för att arbeta som postdoktoral och erhöll år 1992 en habilitation inom experimentell fysik från Freiburg universitet. År 1998 blev Eleanor Campbell professor i atom- och molekylärfysik vid Göteborgs universitet . 
Under sin tid i Sverige tilldelades Campbell år 2000 Göran Gustafssonpriset i fysik av svenska Kungliga Vetenskapsakademien för sin forskning kring klusters kollisionsdynamik . Hon blev sedan invald som utländsk ledamot av svenska Kungliga Vetenskapsakademien år 2005.
Campbell återvände till Edinburgh University år 2007 där hon blev professor i fysikalisk kemi.  År 2013 blev Campbell istället professor i kemi vid samma unviersitet där hon idag forskar kring gasfaser av fullerener och atomkluster samt tillväxtmekanismer, egenskaper och applikationer av kolnanotuber  .
Eleanor Campbell blev dessutom invald till Royal Society of Edinburgh år 2004, Fellow of the Royal Society, FRS, år 2010 samt erhöll Tilden Prize år 2013 för sin forskning inom kemi och nanoteknik av fullerener